# Аджа из Кошалы
Аджа был 38, 60 или 62-м царём Солнечной династии, потомком бога солнца Сурьи. Он был сыном царя Рагху, одного из самых известных царей этой династии. Его дедом по отцовской линии был благочестивый царь Дилипа II. Он правил царством Кошала на южном берегу реки Сараю со столицей в Айодхье. Его жена Индумати была принцессой Видарбхи (и младшей сестрой царя Бходжи), а его сыном был Дашаратха, отец Рамы, аватара Вишну. 
Индумати была апсарой, небесной девушкой по имени Харини в её предыдущем рождении. Однажды бог Индра, опасаясь суровых аскез, практикуемых мудрецом Тринабинду, послал её для нарушения его покаяния. Она стала отвлекать его, прервала его аскезу, в результате чего разъяренный мудрец проклял её, чтобы она родилась смертной женщиной на земле и оставалась там, пока она не увидит на земле небесный цветок. Со временем она родилась как принцесса Видарбхи и выбрала царя Аджу своим мужем. Вскоре у них родился Дашаратха, однако её время на земле подходило к концу. Однажды, когда мудрец Нарада путешествовал по небу, гирлянда из небесных цветом упала с него прямо на Индумати, избавив её от проклятия. Обратившись в форму апсары, она исчезла с земли, оставив Аджу одного. Царю Дашаратхе было тогда всего восемь месяцев.
Когда ушла его жена, Аджа был настолько убит горем, что убежал из дворца и покончил жизнь самоубийством. Некоторые другие версии говорят, что он не мог вынести мысли о том, что Индумати оставит его, и умер в тот же миг, разбитый горем. Однако в тексте Рагхувамшама Калидаса утверждается, что его Гуру Васиштха послал своего ученика утешить его. Однако Аджа не смог избавиться от горя и, правив ещё несколько лет, умер.